# چرخه دیزل
چرخه دیزل یا سیکل دیزل (به انگلیسی: Diesel cycle) در علم ترمودینامیک چرخهٔ ایده‌آل موتورهای درون‌سوز اشتعال تراکمی است. این چرخه ترمودینامیکی از یک فرایند هم‌حجم، یک فرایند هم‌فشار و دو فرایند هم‌آنتروپی ثابت تشکیل شده است.
نام این چرخه، از نام رودلف دیزل، مهندس آلمانی و مخترع موتور دیزل گرفته شده است.

نمودار فشار-حجم چرخه دیزل